# Symfonie nr. 5 (Gade)
De Symfonie nr. 5 van Niels Gade kreeg haar première op 11 december 1852.
Gade (toen 35) gaf zelf leiding aan het orkest van Musikforeningen in Kopenhagen. De symfonie werd officieel opgedragen aan de Duitse componist Julius Rietz, maar was eigenlijk een huwelijkscadeau voor Emma Sophia Hartmann (de toen 21-jarige dochter van collegacomponist J.P.E. Hartmann), met wie Gade op 27 april 1852 trouwde. Al eerder betaalde Gade een "bruidsschat" in de vorm van zijn Foraarsfantasi. De symfonie zorgde voor enige ophef, want Gade was een van de eerste componisten die in een symfonie een pianopartij voorschreven. De verbazing snelde het werk niet vooruit, want toen Gade op 3 maart 1853 "zijn" Gewandhausorchester te Leipzig dirigeerde herhaalde dat feit zich. De betrekkingen tussen Denemarken en Duitsland waren na de Tweede Duits-Deense Oorlog aardig bekoeld.
Sophia (geboren 1831) heeft niet lang kunnen genieten van de twee aan haar opgedragen werken. Ze overleed in 1855 in het kraambed van tweeling Felix Gade (genoemd naar Felix Mendelssohn Bartholdy) en Emma (genoemd naar haar (groot)moeder).

## Opbouw
De symfonie kent de klassiek vierdelige opbouw:
- Allegro con fuoco
- Andante sostenuto
- Scherzo: Allegro molto vivace
- Finale: Andante con moto – Allegro vivace

## Orkestratie
- 1 fluit, 2 dwarsfluiten,  2 hobo’s, 2 klarinetten,  2 fagotten
- 4 hoorns, 2 trompetten, 3 trombones, 0 tuba
- pauken,  piano
- violen, altviolen, celli, contrabassen

## Discografie
- opname Chandos: Deens Radio Symfonieorkest o.l.v. Christopher Hogwood met Ronald Brautigam (piano)
- opname Dacapo: Copenhagen Collegium Musicum o.l.v. Michael Schønwandt met Amalie Malling (piano)
- opname BIS Records: Stockholm Sinfonietta o.l.v. Neeme Järvi met Roland Pöntinen (piano)